# دهستان دلند
دلند، دهستانی است از توابع بخش مرکزی شهرستان رامیان در استان گلستان ایران.
در تاریخ ۹ بهمن ۱۳۹۱ مرکز دهستان دلند از شهر دلند به روستای عباس‌آباد تغییر یافت.

## جمعیت
براساس سرشماری سال ۱۳۸۵ جمعیت آن ۲۵٬۱۰۶ نفر (۵٬۸۵۸ خانوار) بوده‌است.